# Exploderande val

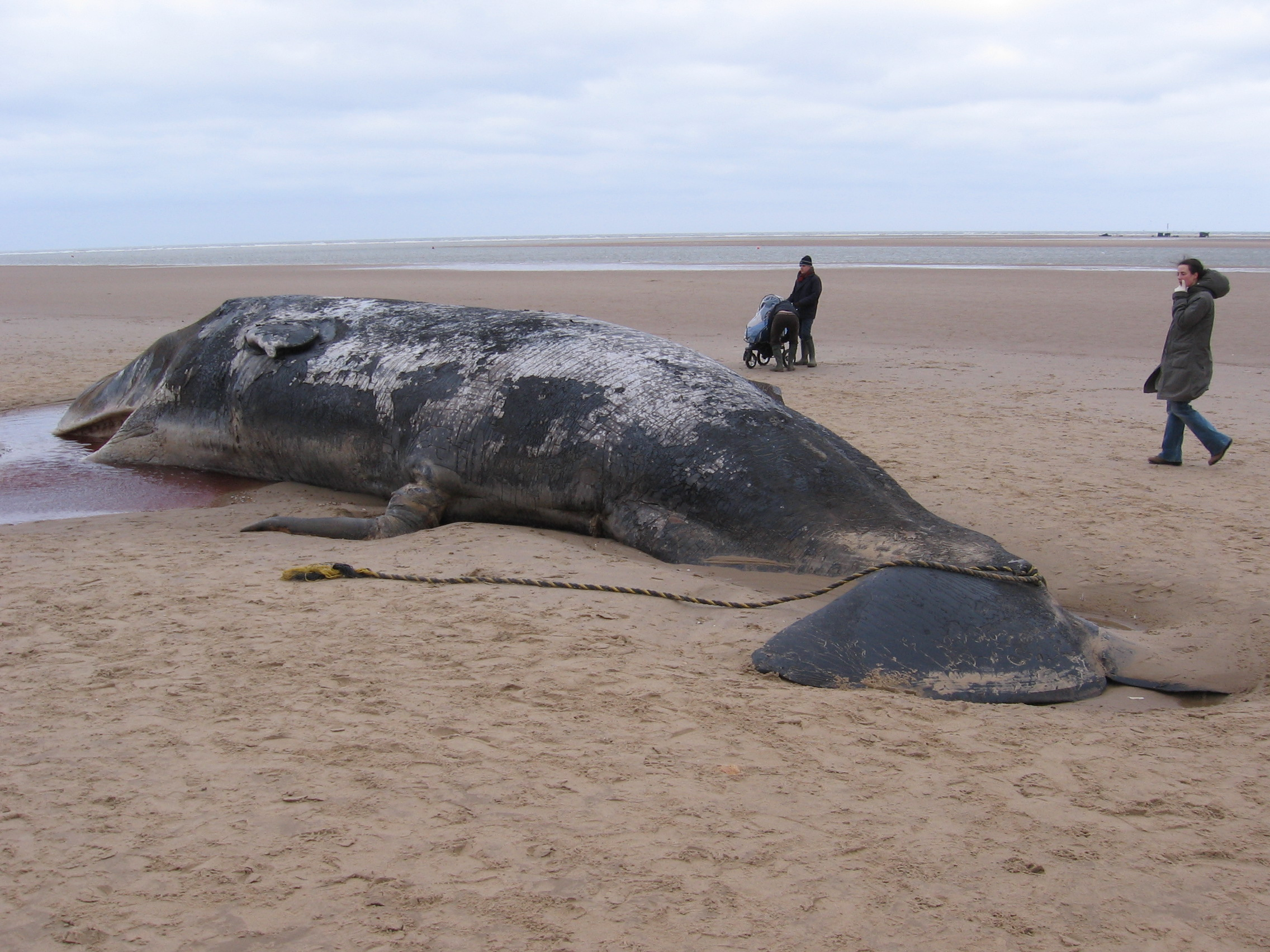
En strandsatt kaskelot i Norfolk.

Exploderande valar har förekommit i olika tillfällen. Strandsatta valkroppar har sprängts av myndigheter och andra för att få bort ett kadaver. Det har också omnämnts att valkroppar exploderat genom antändning av den metangas som bildas vid förruttnelseprocessen av döda kroppar.
Ämnet populariserades i USA 1990, då den amerikanske komikern Dave Barry kom över en video från ett nyhetsinslag där en valexplosion gick snett i Florence, Oregon år 1970. Flera lådor dynamit användes, och hundratals delar av djuret föll ner över ett större område. Bland annat bilar förstördes med krossade rutor och stora plåtskador. 